# Bertholdia detracta
Bertholdia detracta är en fjärilsart som beskrevs av Adalbert Seitz 1921. Bertholdia detracta ingår i släktet Bertholdia och familjen björnspinnare. Inga underarter finns listade i Catalogue of Life.